# Мароко на Светском првенству у атлетици на отвореном 2011.
Мароко је на 13. Светском првенству у атлетици на отвореном 2011. одржаном у Тегу од 27. августа до 4. септембра учествовао тринаести пут, односно учествовао је на свим досадашњим првенствима. Репрезентацију Марока је представљало 19 такмичара (13 мушкараца и 6 жене) који су се такмичили у 9 дисциплина (6 мушких и 3 женске).,
На овом првенству Мароко није освојио ни једну медаљу нити је остварен неки бољи резултат.
У табели успешности према броју и пласману такмичара који су учествовали у финалним такмичењима (првих 8 такмичара) Мароко је са 4 учесника заузео 17. мести са 17 бодова.
| Плас. | Земља  | 1. место | 2. место | 3. место | 4. место | 5. место | 6. место | 7. место | 8. место | Бр. финал. | Бод. |
| ----- | ------ | -------- | -------- | -------- | -------- | -------- | -------- | -------- | -------- | ---------- | ---- |
| 17.   | Мароко | 0        | 0        | 0        | 2        | 1        | 1        | 0        | 0        | 4          | 17   |

## Учесници
| Мушкарци: - Азиз Уади — 100 м - Мохсин Ел Амин — 800 м - Абдалати Игуидер — 1.500 м - Мухамед Мустауи — 1.500 м - Амин Лалу — 1.500 м - Рашид Кисри — Маратон - Абдерахим Бурамдане — Маратон - Ахмед Бадај — Маратон - Адил Енани — Маратон - Абдерахим Ђумри — Маратон - Хамид Езин — 3.000 м препреке - Абделкадир Хачлаф — 3.000 м препреке - Јахја Бераба — Скок удаљ | Жене: - Халима Хачлаф — 800 м - Бтисам Лахуад — 1.500 м - Сихам Хилали — 1.500 м - Малика Акаоуи — 1.500 м - Ханане Ухаду — 3.000 м препреке - Салима Ел Уали Алами — 3.000 м препреке |

## Резултати

### Мушкарци
| Атлетичар           | Дисциплина       | Лични рекорд | Квалификације     | Квалификације     | Полуфинале           | Полуфинале           | Финале               | Финале          | Детаљи |
| Атлетичар           | Дисциплина       | Лични рекорд | Резултат          | Место             | Резултат             | Место                | Резултат             | Место           | Детаљи |
| ------------------- | ---------------- | ------------ | ----------------- | ----------------- | -------------------- | -------------------- | -------------------- | --------------- | ------ |
| Азиз Уади           | 100 м            | 10,09        | 10,42 КВ          | 3. у гр. 5        | 10,45                | 7. у гр. 3           | Није се квалификовао | 20 / 71 (75)    |        |
| Мохсин Ел Амин      | 800 м            | 1:45,62      | 1:46,94           | 4. у гр. 1        | Нијe се квалификоваo | Нијe се квалификоваo | Нијe се квалификоваo | 22 / 43 (44)    |        |
| Абдалати Игуидер    | 1.500 м          | 3:31,47      | 3:41,41 КВ        | 3. у гр. 2        | 3:46,89 КВ           | 5. у гр. 1           | 3:36,56              | 5 / 37 (38)     |        |
| Мухамед Мустауи     | 1.500 м          | 3:32,06      | 3:39,35 КВ        | 5. у гр. 1        | 3:36,87 КВ           | 3. у гр. 2           | 3:36,80              | 6 / 37 (38)     |        |
| Амин Лалу           | 1.500 м          | 3:29,53      | 3:39,86 КВ        | 1. у гр. 3        | 3:47,65              | 7. у гр. 1           | Нијe се квалификоваo | 19 / 37 (38)    |        |
| Абдерахим Бурамдане | Маратон          | 2:07:33      |                   |                   |                      |                      | Дисквалификован      | Дисквалификован |        |
| Рашид Кисри         | Маратон          | 2:06:48      | 2:13:24           | 10 / 49 (67)      |                      |                      |                      |                 |        |
| Ахмед Бадај         | Маратон          | 2:10:58      | Дисквалификован   | Дисквалификован   |                      |                      |                      |                 |        |
| Адил Енани          | Маратон          | 2:10:15      | Није завршио трку | Није завршио трку |                      |                      |                      |                 |        |
| Абдерахим Ђумри     | Маратон          | 2:05:30      | Дисквалификован   | Дисквалификован   |                      |                      |                      |                 |        |
| Хамид Езин          | 3.000 м препреке | 8:09,72      | 8:11,81           | 3. у гр. 2        |                      |                      | 8:19,53              | 9 / 35 (41)     |        |
| Абделкадир Хачлаф   | 3.000 м препреке | 8:08,78      | 8:46,14           | 11. у гр. 1       | Није се квалификовао | 32 / 35 (41)         |                      |                 |        |
| Јахја Бераба        | скок удаљ        | 8.40 НР      | 8,05 кв           | 5. у гр. А        | 8,23                 | 4 / 32 (36)          |                      |                 |        |

### Жене
| Атлетичарка          | Дисциплина       | Лични рекорд | Квалификације    | Квалификације    | Полуфинале            | Полуфинале            | Финале                | Финале                | Детаљи |
| Атлетичарка          | Дисциплина       | Лични рекорд | Резултат         | Место            | Резултат              | Место                 | Резултат              | Место                 | Детаљи |
| -------------------- | ---------------- | ------------ | ---------------- | ---------------- | --------------------- | --------------------- | --------------------- | --------------------- | ------ |
| Халима Хашлаф        | 800 м            | 1:58,27      | 2:01,80 КВ       | 2. у гр. 2       | Није завршила трку    | Није завршила трку    | Није се квалификовала | Није се квалификовала |        |
| Бтисам Лахуад        | 1.500 м          | 3:59,35 НР   | 4:10,71 КВ       | 2. у гр. 2       | 4:08,10 КВ            | 4. у гр. 4            | 4:06,18               | 4 / 28 (35)           |        |
| Сихам Хилали         | 1.500 м          | 4:01,33      | 4:13,59 КВ       | 3. у гр. 1       | 4:09,64               | 7. у гр. 1            | Није се квалификовала | 14 / 28 (35)          |        |
| Малика Акауи         | 1.500 м          | 4:04.96      | 4:14,79          | 10. у гр. 3      | Није се квалификовала | Није се квалификовала | Није се квалификовала | 25 / 28 (35)          |        |
| Ханане Ухаду         | 3.000 м препреке | 9:22,12 НР   | Дисквалификована | Дисквалификована |                       |                       | Дисквалификована      | Дисквалификована      |        |
| Салима Ел Уали Алами | 3.000 м препреке | 9:42,51      | 10:07,71         | 7. у гр. 2       | Није се квалификовала | 24 / 26 (33)          |                       |                       |        |